# Gare de Sendai
Pour les articles homonymes, voir Sendai (homonymie).
La gare de Sendai (仙台駅, Sendai-eki) est la gare ferroviaire principale de la ville de Sendai, dans la préfecture de Miyagi au Japon.
Elle est desservie par le Shinkansen, ainsi que par quatre lignes classiques, un service vers l'aéroport de Sendai et le métro de Sendai.

## Situation ferroviaire
La gare de Sendai est située au point kilométrique (PK) 325,4 de la ligne Shinkansen Tōhoku, au PK 351,8 de la ligne principale Tōhoku et au PK 0,5 de la ligne Senseki. Elle marque le début de la ligne Senzan. 

## Historique
Inaugurée le 15 décembre 1887, la gare de Sendai est desservie depuis le 23 juin 1982 par la ligne Shinkansen Tōhoku.

## Service des voyageurs

### Accueil
La gare dispose d'un bâtiment voyageurs, avec guichets, ouvert tous les jours.

### Desserte

#### Quais de surface
| 1・2   | ■ Ligne principale Tōhoku     | Rifu ・ Kogota ・ Ichinoseki ・ Morioka |
| 1・2   | ■ Ligne Senseki-Tōhoku        | Ishinomaki                              |
| 3      | ■ Ligne principale Tōhoku     | Shiroishi ・ Fukushima ・ Kōriyama      |
| 3      | Ligne de l'Aéroport de Sendai | Natori ・ Aéroport de Sendai            |
| 4・5   | ■ Ligne Jōban                 | Iwanuma ・ Hamayoshida                  |
| 4・5   | ■ Ligne principale Tōhoku     | Shiroishi ・ Fukushima ・ Kōriyama      |
| 4・5   | ■ Ligne Senseki-Tōhoku        | Ishinomaki                              |
| 4・5   | Ligne de l'Aéroport de Sendai | Natori ・ Aéroport de Sendai            |
| 6      | ■ Ligne Jōban                 | Iwanuma ・ Hamayoshida                  |
| 6      | ■ Ligne principale Tōhoku     | Shiroishi ・ Fukushima ・ Kōriyama      |
| 7・8   | ■ Ligne Senzan                | Ayashi ・ Sakunami ・ Yamagata          |
| 11・12 | Ligne Shinkansen Tōhoku       | Morioka ・ Shin-Aomori                  |
| 11・12 | Ligne Shinkansen Akita        | Akita                                   |
| 13・14 | Ligne Shinkansen Tōhoku       | Utsunomiya ・ Ōmiya ・ Tokyo            |

#### Quais souterrains
| 9  | ■ Ligne Senseki | Aoba-dōri                                                 |
| 10 | ■ Ligne Senseki | Tagajō ・ Hon-Shiogama ・ Matsushimakaigan ・ Takagimachi |

#### Métro
| 1 | ■ Ligne Namboku | Tomizawa              |
| 2 | ■ Ligne Namboku | Izumi-Chūō            |
| 3 | ■ Ligne Tōzai   | Arai                  |
| 4 | ■ Ligne Tōzai   | Yagiyama-Dōbutsu-Kōen |